# Lycée Henri Sellier (tramway d'Île-de-France)
Pour les articles homonymes, voir Sellier.
Lycée Henri Sellier est une gare ferroviaire française de la ligne de Bondy à Aulnay-sous-Bois (dite ligne des Coquetiers), située boulevard Maurice Berteaux à Livry-Gargan, dans le département français de la Seine-Saint-Denis en région Île-de-France. Elle dessert notamment le lycée éponyme situé à Livry-Gargan.
Mise en service en 2006, c'est une halte voyageurs (dite station) de la Société nationale des chemins de fer français (SNCF)  desservie par des tram-trains de la ligne 4 du tramway d'Île-de-France.

## Situation ferroviaire
Établie à environ 57 mètres d'altitude, la gare du « Lycée Henri Sellier » est située au point kilométrique (PK) ... de la ligne de Bondy à Aulnay-sous-Bois (dite ligne des Coquetiers) devenue, après adaptation, la ligne 4 du tramway d'Île-de-France, entre les gares de Gargan et de L'Abbaye.

## Histoire
Il s'agit d'une station créée lors de la transformation de la ligne de Bondy à Aulnay-sous-Bois, surnommée ligne des Coquetiers, en ligne de tramway, pour tenir compte des évolutions de l'urbanisation depuis le début du XXe siècle.  Elle est ouverte le 18 novembre 2006.
En 2014, selon les estimations de la SNCF, la fréquentation annuelle de la gare est de 1 155 600 voyageurs.

## Service des voyageurs

### Accueil

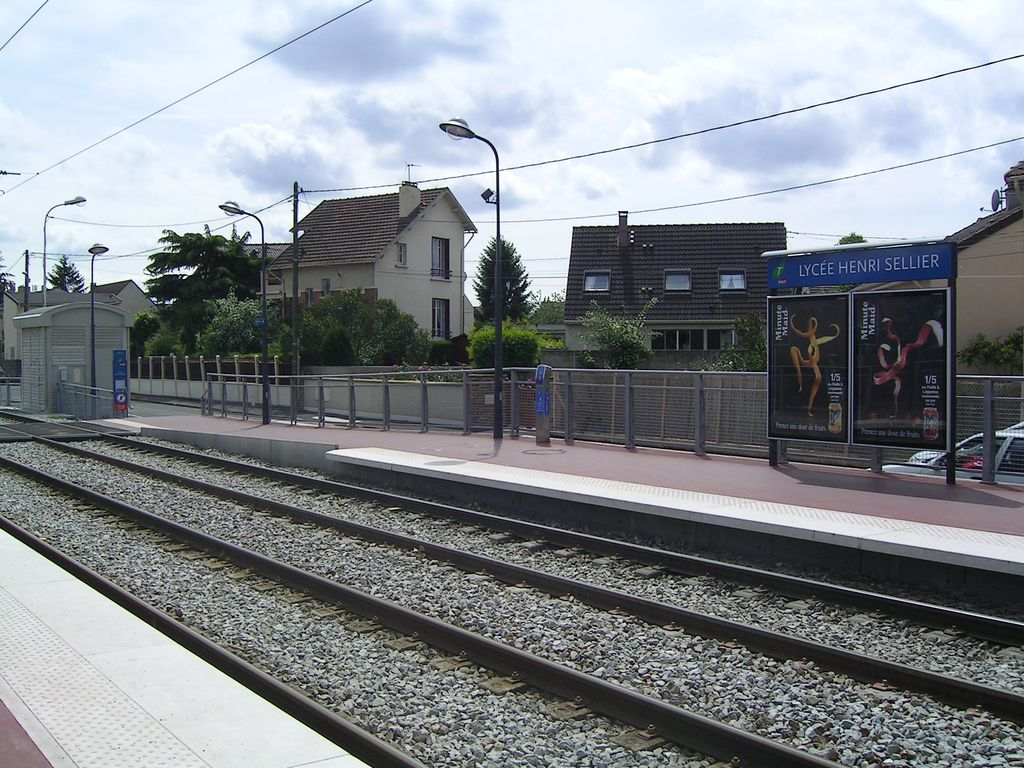
La station Lycée Henri Sellier.

Halte ou station SNCF, c'est un point d'arrêt non géré (PANG) à accès libre. Elle dispose de deux quais, de 75 mètres de long chacun, pour desservir les voies V1TT et V2TT. Elle est équipée d'abris sur chacun des quais et d'automates pour l'achat et le compostage de titres de transport. C'est une station accessible « en toute autonomie » par les personnes en fauteuil roulant.

### Desserte
La station Lycée Henri Sellier est desservie par des tram-trains de la relation Bondy - Aulnay-sous-Bois (ligne T4) à raison d'un tram-train toutes les 6, 9 ou 15 minutes suivant les horaires.

### Intermodalité
La gare ne dispose d'aucune correspondance avec des lignes de bus.